# Trans (Utrecht)
De Trans is een straat in het centrum van de Nederlandse stad Utrecht en loopt vanaf de Korte Nieuwstraat naar de Nieuwegracht.

## Geschiedenis
De straat bestond reeds rond 1300. De oude straatnaam was Oudmunstertrans, een naam die gerelateerd was aan de nabijgelegen Sint-Salvatorkerk of Oud-Munsterkerk. Vanuit de middeleeuwen vormde de straat een grens tussen de immuniteit van Oudmunster, de Dom en die van de Paulusabdij. De Trans fungeerde daarin oorspronkelijk als een doorgang tussen de immuniteiten waarbij de immuniteiten een afgrenzing in de vorm van een muur langs deze weg hadden geplaatst. Meermaals waren er conflicten tussen Oudmunster en de Paulusabdij over de doorgang.
Met de Reformatie werd vervolgens katholiek bezit in Utrecht ontnomen en vrij kort daarna is onder andere de Sint-Salvatorkerk gesloopt (circa 1587). Zuidelijke nieuwe bebouwing verrees in de Trans vanaf 1618 toen een deel van het abdijterrein werd verkaveld, waarbij ook de Korte Nieuwstraat is aangelegd.
Gaandeweg werd in de Trans onder meer de sociëteit Sic Semper en een deel van de Universiteit Utrecht gevestigd. In 1915 werd Trans 10 door de universiteit gekocht. In de loop van de 20e eeuw werd bijna de hele noordzijde van de Trans daaraan toegevoegd. In de jaren 60 van de 20e eeuw was er nog het plan Haakma Wagenaar waarbij een deel van de huizen in de Trans gesloopt zou worden ten behoeve van een parkeerplaats. Vandaag de dag bevinden zich in de 100 meter lange straat meerdere monumentale panden.